# Damian Żurek
Damian Żurek (Tomaszów Mazowiecki, 17 september 1999) is een Poolse langebaanschaatser.

## Carrière
In het seizoen 2019–20 werd Żurek 14e op de EK 500 meter en 18e op de WK sprint.
In het seizoen 2020–21 werd hij 10e op de EK sprint.

## Persoonlijke records
| Afstand    | Tijd    | Datum            | Baan    |
| ---------- | ------- | ---------------- | ------- |
| 500 meter  | 34,07   | 26 januari 2025  | Calgary |
| 1000 meter | 1.07,19 | 25 januari 2025  | Calgary |
| 1500 meter | 1.47,59 | 13 oktober 2024  | Inzell  |
| 3000 meter | 4.08,64 | 12 november 2016 | Berlijn |
| 5000 meter | 7.51,53 | 4 februari 2018  | Sanok   |

(laatst bijgewerkt: 26 januari 2025)

## Resultaten
| Jaar | EK Sprint               | WK Sprint                | WK Afstanden                    | Olympische Spelen  | WK Junioren                  |
| ---- | ----------------------- | ------------------------ | ------------------------------- | ------------------ | ---------------------------- |
| 2016 |                         |                          |                                 |                    | 34e 500m 46e 1000m           |
| 2017 |                         |                          |                                 |                    | 14e 500m 31e 1000m 35e 1500m |
| 2018 |                         |                          |                                 |                    | 10e 500m 34e 1000m 49e 1500m |
| 2019 |                         |                          |                                 |                    | 8e 500m 12e 1000m            |
| 2020 |                         | 18e (25e, 24e, 16e, 19e) |                                 |                    |                              |
| 2021 | 10e (12e, 18e, 9e, 11e) |                          | 19e 500m                        |                    |                              |
| 2022 |                         | 11e (12e, 12e, 10e, 8e)  |                                 | 11e 500m 13e 1000m |                              |
| 2023 | 9e (8e, 14e, 9e, 8e)    |                          | 8e 500m 13e 1000m 4e teamsprint |                    |                              |
| 2024 |                         |                          | 500m · 7e 1000m · 5e teamsprint |                    |                              |
| 2025 | 4e · (, 5e, 7e, )       |                          | 7e 500m 6e 1000m 5e teamsprint  |                    |                              |

(#, #, #, #) = afstandspositie op sprinttoernooi (500m, 1000m, 500m, 1000m).